# Duomo di Cingoli
La chiesa di Santa Maria Assunta è il duomo di Cingoli, in provincia e diocesi di Macerata.

## Storia e descrizione

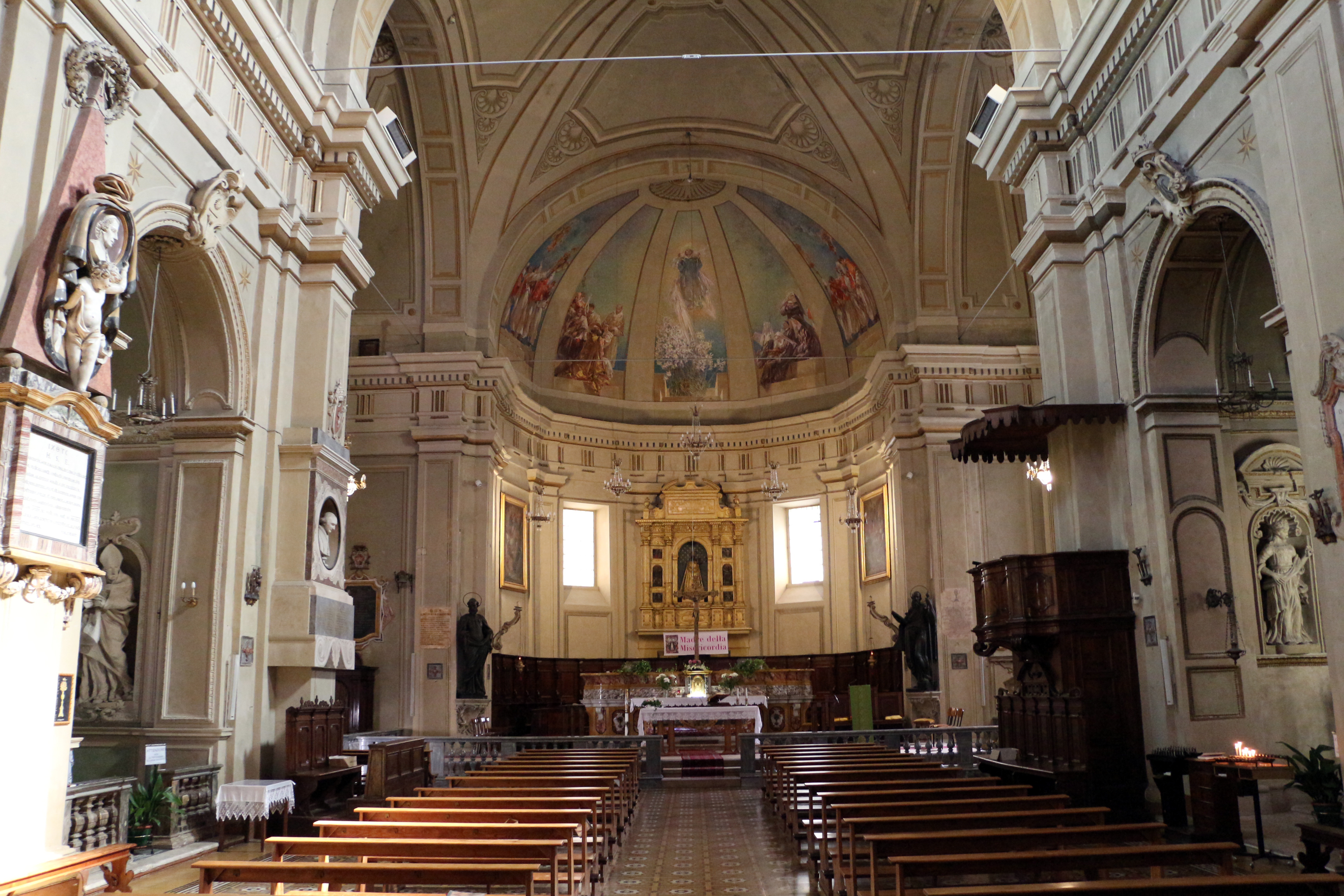
Veduta dell'interno.

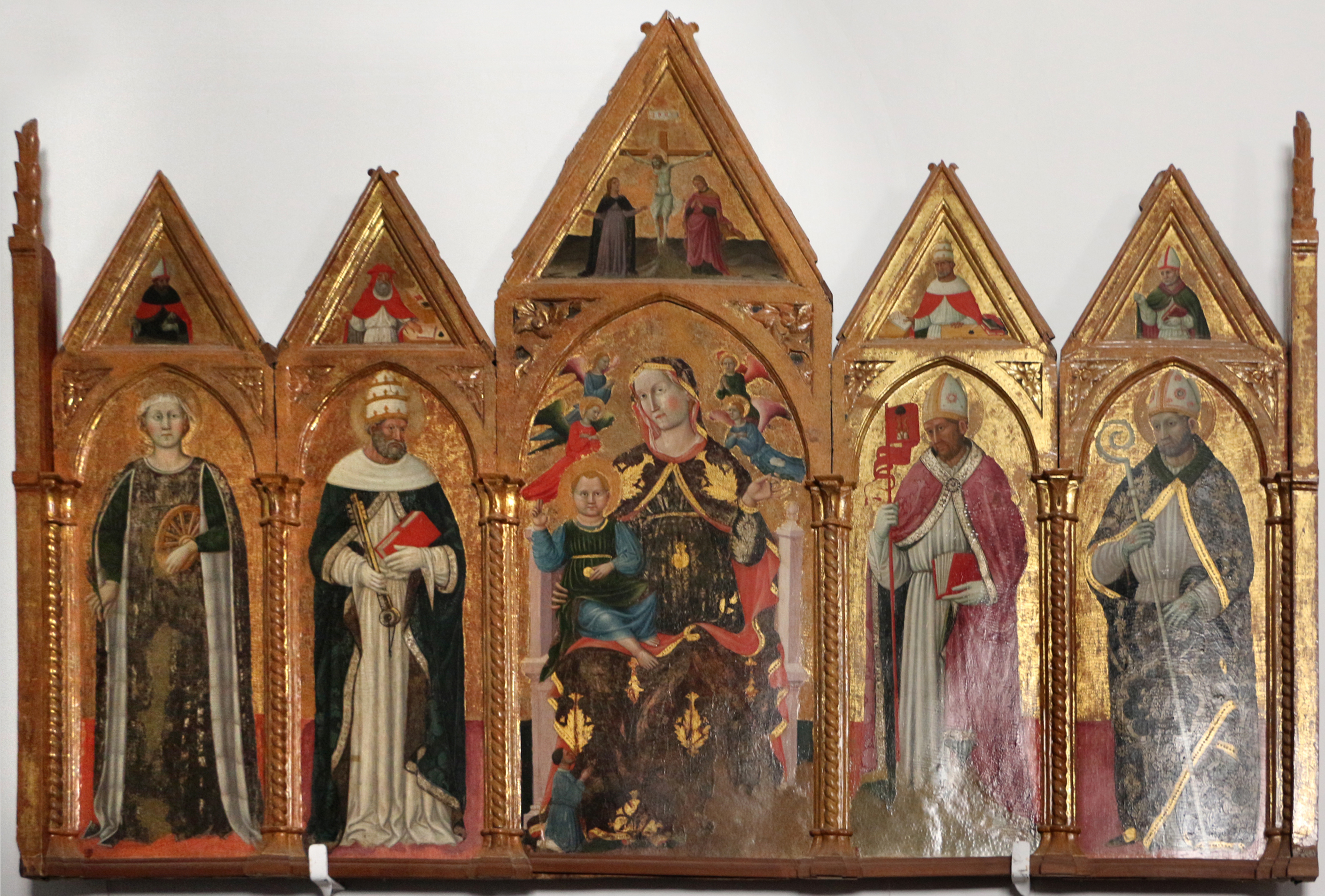
Il Polittico di Giovanni Antonio Bellinzoni da Pesaro.

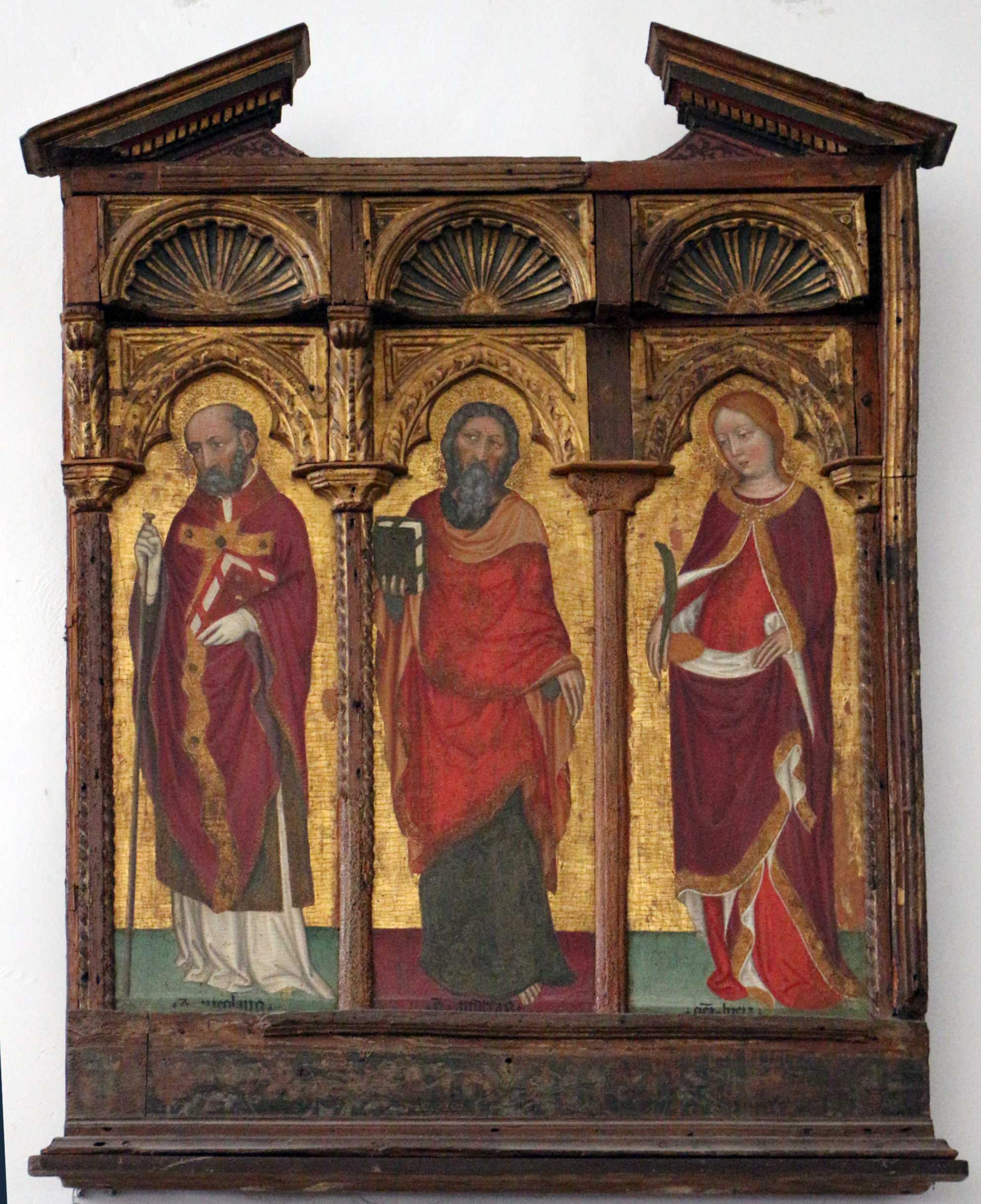
La porzione del Polittico di Zanino di Pietro,.

L'attuale chiesa sorge sul luogo di un preesistente edificio di culto dedicato al Santissimo Salvatore, allora sui possedimenti della famiglia Simonetti, e rinnovato l'ultima volta nel 1535 con la facciata rinascimentale.
A quell'epoca, la chiesa più importante di Cingoli era quella di Santa Maria Maggiore; divenuta troppo esigua per la crescente popolazione che si trasferiva dalle campagne, il 19 marzo 1564 il Comune decise la costruzione di un nuovo, più grande edificio, sulla piazza principale della città, al posto della chiesetta del Salvatore. Tuttavia l'incombenza di altre urgenze rallentò notevolmente l'inizio del cantiere per più di mezzo secolo. Solo il 7 luglio 1619 monsignor Rutilio Matuzzo, vicario del Vescovo di Osimo, poté porre la prima pietra del nuovo edificio, affidato nella realizzazione all'architetto Ascanio Passeri di Pergola. Si procedette rapidamente con la demolizione della vecchia chiesetta, della quale si conservò solo la facciata, inserita nel fianco sinistro, ma i lavori procedettero sempre a rilento per cause economiche, tanto chenel 1634, per probabile uso di materiali scadenti, la cupola e le volte crollarono. I lavori ripresero nel 1644 e, nella parte strutturale, furono portati a termine solo nel 1654. Quando il 27 ottobre di quell'anno il vicario del vescovo di Osimo consacrò la chiesa, mancavano ancora il coro, la decorazione degli altari e il previsto rivestimento in pietra della facciata.
Il 3 agosto 1659 la chiesa fu concessa in uso perpetuo ai canonici di Santa Maria Maggiore che vi portarono dalla vecchia collegiata le pale degli altari di San Carlo, di San Albertino e della Vergine, l'antico coro, la reliquia di San Candido e le suppellettili religiose. La decorazione delle cappelle fu affidata alle famiglie più importanti di Cingoli in cambio del giurispatronato. Così il 30 agosto 1693 il cardinale Opizzo Pallavicini, vescovo di Osimo, la consacrò ufficiale a Santa Maria Assunta ed infine, il 20 agosto 1725, papa Benedetto XIII la elevò a cattedrale della reintegrata Diocesi di Cingoli.
Il 5 aprile 1829 il cittadino Francesco Saverio Maria Felice Castiglioni venne eletto papa con il nome di Pio VIII. Si intervenne, allora, alla realizzazione della facciata. Tuttavia la morte prematura del papa, avvenuta il 30 novembre del 1830, arrestò definitivamente i lavori e la facciata restò incompiuta. Ultimi e unici lavori nel duomo furono quelli eseguiti fra il 1937 e il 1939 quando il Capitolo decise di completare l’interno con la costruzione della balaustra del presbiterio, del pavimento, delle vetrate e soprattutto con la decorazione pittorica affidata ai decoratori Olivio Luchetti e Umberto Natalini di San Severino Marche, per i monocromi delle volte, e al pittore locale Donatello Stefanucci per le pitture del catino absidale con Vergine Assunta fra Santi.

## Descrizione
All'esterno si presenta come una massiccia costruzione con coro trilobato, facciata incompiuta e possente campanile sulla destra.
L'interno della chiesa è a pianta a croce latina ad un'unica navata con tre cappelle per lato e coro e transetti absidati. La seconda cappella destra, di San Gaetano e della famiglia Raffelli, reca una tela del 1662 di Pier Simone Fanelli con la Morte di san Gaetano, la Vergine col Bambino, san Giuseppe, san Pietro, san Paolo e angeli.
Nella cattedrale sono poi alcuni monumenti sepolcrali, tra cui quello di papa Pio VIII, che donò alla chiesa una tela raffigurante una Vergine con Bambino in trono fra santi, conservata in sacrestia e utilizzata per la processione annuale in occasione della festa dell'Assunta.
In sacrestia sono conservate importanti opere: una porzione di polittico a due ordini in origine nella vicina Valcarecce opera di Zanino di Pietro, pittore di origine francese attivo a Venezia e Bologna, con San Nicola da Bari, Sant’Andrea e Santa Lucia, databile alla fine del primo decennio del Quattrocento, il cui scomparto principale è probabilmente la decurtata Madonna in trono con il Bambino della Pinacoteca Nazionale di Ferrara.
Nello stesso ambiente è anche il polittico attribuito a Giovanni Antonio Bellinzoni da Pesaro raffigurante la Madonna con Bambino in trono e angeli, Santa Caterina d'Alessandria, San Pietro, Sant'Esuperanzio, San Bonfiglio, Crocifissione di Cristo, Santi; nelle cuspidi, i quattro Dottori della Chiesa e al centro la Crocifissione.